# Arco (música)

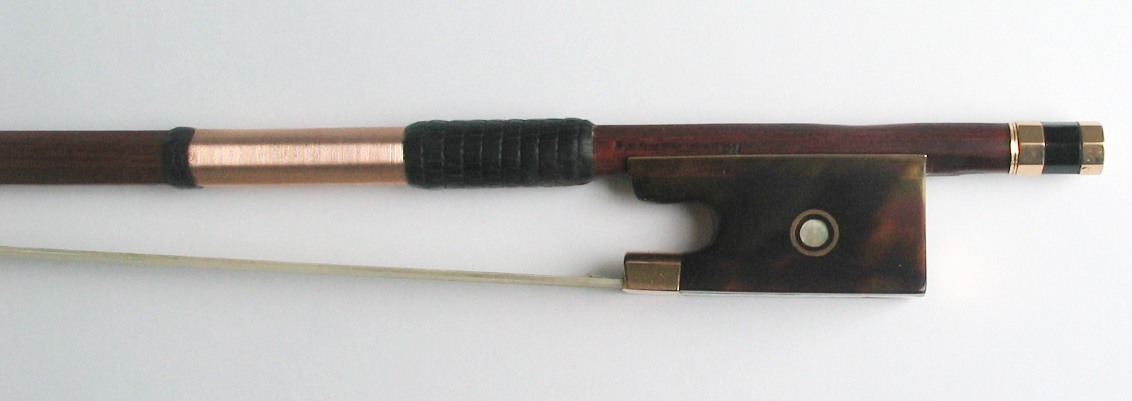
Detalle del arco de un violín.

El arco es un elemento utilizado para tocar instrumentos de cuerda frotada —como el violín, el violonchelo, la viola o el contrabajo— que permite que vibren sus cuerdas.

## Fabricación y materiales
El arco consta de una cinta, hecha con crines de caballo o cerdas, y de una vara estrecha, de curva suave, normalmente de madera de pernambuco (recientemente se construyen arcos de materiales compuestos, como la fibra de vidrio y la fibra de carbono) que permite, por medio de un tornillo que se aprieta o afloja, asegurar la tensión de las crines, las cuales frotan las cuerdas del instrumento para producir el sonido. 
La sección en donde se encuentra el tornillo se llama nuez, que es un elemento que permite sujetar las cerdas para que mantengan su tensión, y también sirve para apoyar los dedos del ejecutante. Las otras partes del arco son la punta (terminada con un adorno de hueso o plástico) y la vara principal, que puede ser adornada en su extremo inferior, cerca de la nuez, por un entorchado en plata, níquel, seda o plástico. Las crines o cerdas deben ser impregnadas con resina, con pez o con colofonia, para asegurar el agarre a las cuerdas del instrumento. 

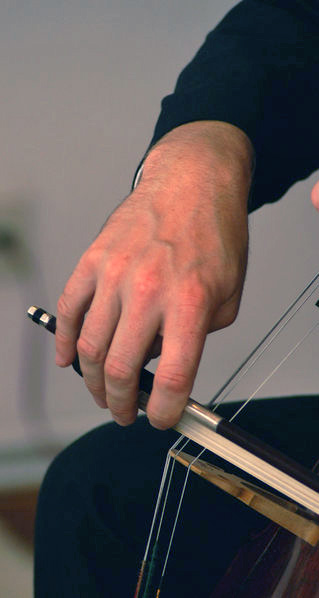
Un músico tocando el chelo con el arco

Dependiendo del luthier y del instrumento para el que vaya dirigido el arco, el número de cerdas varía, habiendo normalmente entre 150 y 250 cerdas. También varía la forma de la vara del arco en redonda o hexagonal. El arco ha sufrido grandes transformaciones a través de la historia. Su forma y diseño actual fue consolidada por el gran arquetero francés François Xavier Tourte, a finales del siglo XVIII.
Las longitudes de los arcos son, aproximadamente: 
- viola: 75 cm
- violín: 74 cm
- violonchelo: 72 cm
- contrabajo: 70 cm

En los instrumentos de cuerda no siempre es necesario tocar con el arco, aunque con éste existen muchísimas técnicas. En una partitura, arco o coll’arco (con el arco) indica al intérprete el fin de una parte en pizzicato.
En otro tiempo se creía que no podía conseguirse una buena ejecución sino con un arco muy tirante y para obtener esta tirantez imaginaron darle la forma de un segmento de círculo del cual los crines eran la cuerda. Esta construcción del arco producía efectos poco variados en el instrumento, pero cuando más adelante se quiso que salieran sonidos más blandos y dulces se valieron de un arco más flexible, dando a la varilla una forma casi recta y encorvándola un poco en su parte superior, en la forma que tiene hoy día, modificando la tensión del arco por medio de un tornillo, según la calidad de la música que se ha de ejecutar.

## Tipos

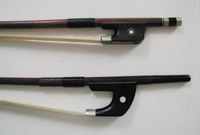
Arcos de contrabajo francés y alemán.

Existen arcos ligeramente diferentes, que varían en peso y longitud, utilizados para violín, viola, violonchelo y contrabajo. Se trata generalmente de variaciones sobre el mismo diseño básico. 
Sin embargo, en el caso del contrabajo, hay dos formas distintas de uso habitual. El "arco francés" se construye con la misma filosofía que los demás instrumentos de la familia orquestal de cuerdas. Se agarra de la misma forma que el violonchelo, con la palma hacia dentro y el pulgar a la izquierda. 
El «arco alemán» o «mayordomo» es más amplio que el anterior y se agarra con la palma hacia afuera y el pulgar a la derecha, sin apretar. Es el más viejo en su diseño y proviene de la viola contrabajo.
El arco francés suele ser el elegido por los solistas al encontrarle una gama dinámica más amplia y tener un mejor control. Se hizo popular en el siglo XIX por adoptarlo el virtuoso Giovanni Bottesini. 
Se pueden encontrar ambos tipos de arcos en cualquier orquesta, pues depende de las preferencias individuales de cada contrabajista.

## Uso
El arco ejerce sobre el arte de los instrumentos con que se toca una acción más importante de lo que generalmente se cree. El manejo del arco influye en dar a los sonidos más fuerza o dulzura o más dureza o blandura.

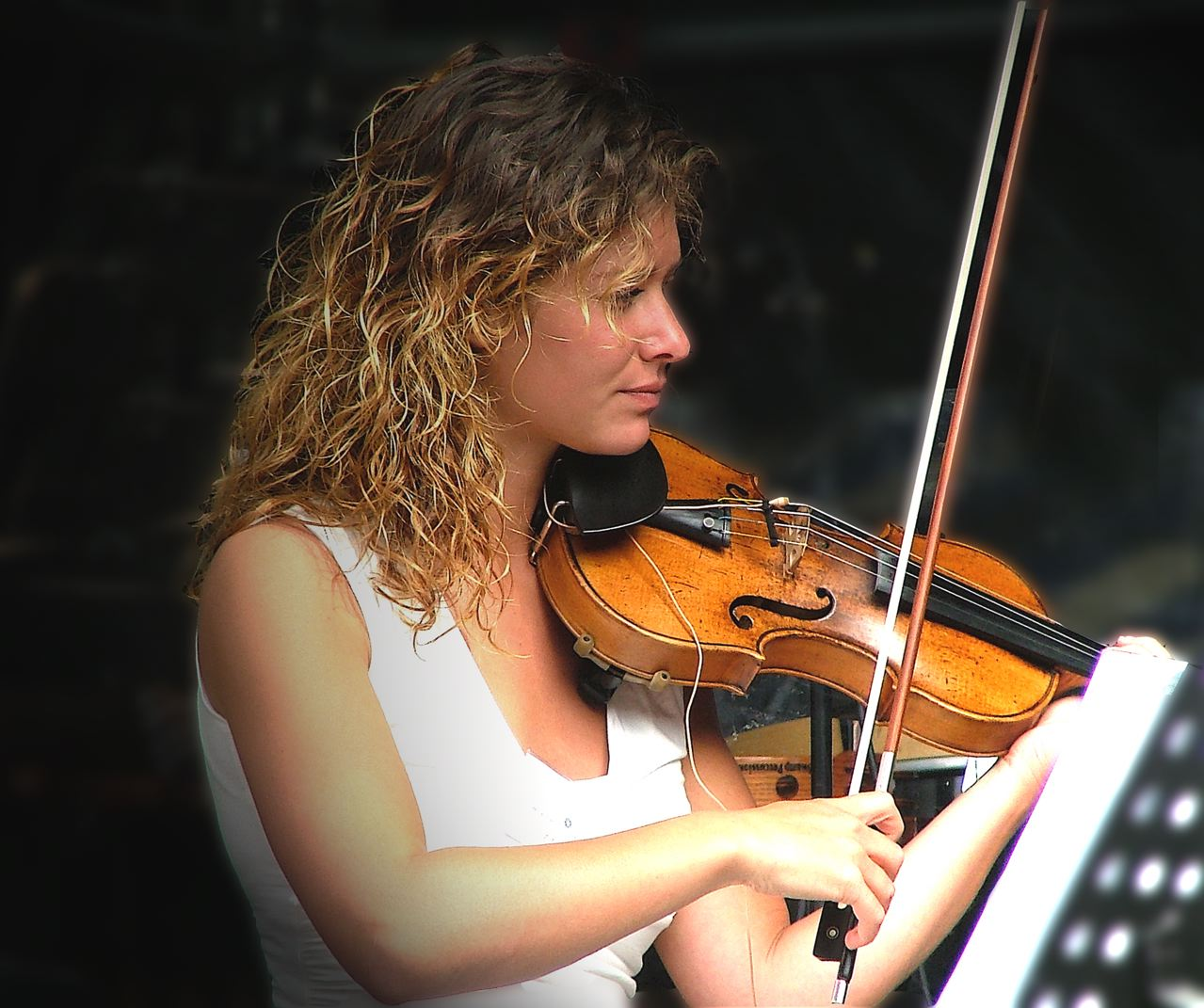
Una violinista ejercitándose con el violín.

La experiencia ha demostrado que no pueden ponerse en armonía los movimientos del arco y los de los dedos sino debilitando todo cuanto se pueda la acción del brazo que dirige el arco de modo que la muñeca obre con libertad. Vistos los movimientos de un violinista hábil, nada parece más fácil que esta independencia de la muñeca, pero para adquirirla se necesitan muchos años de estudio. No consiste aun todo en esto, el tirar y empujar el arco es susceptible de una infinidad de combinaciones que también ofrece sus dificultades. Algunas veces se ligan muchos sonidos con un mismo golpe de arco, y esto exige mucha economía en desplegar el brazo. Otras veces se hacen todas las notas con un movimiento rápido por un número de golpes de arco, igual al de las notas lo cual exige una perfecta simultaneidad entre los movimientos de los dedos de la mano izquierda, y los del brazo derecho. Hay otras combinaciones que ofrecen una serie de sonidos ligados y desligados alternativamente y en fin hay sucesiones de notas que se pican con un movimiento rápido con una sola arqueada, ya sea tirando, ya sea empujando el arco: este último paso, que se llama staccato exige una habilidad particular.
Por medio de este arco flexible y ligero en la mano de un artista hábil se hacen producir efectos de muchas especies. 
- Como las cuerdas tienen una tensión muy enérgica cerca del puentecillo el arco no puede ponerlas en vibración sino con mucha dificultad resultando unos sonidos algo nasales y semejantes a los de una gaita zamorana.
- Si el arco se aparta un poco de esta posición, las cuerdas dan un sonido voluminoso aunque poco agradable y aun algo duro, sin embargo se saca partido en los pasos desligados que piden fuerza.
- Cuanto más se acerca el arco hacia el mango es más blanda la calidad del sonido y a medida que se va apartando del puentecillo el artista disminuye la fuerza de presión sobre las cuerdas.
- Modifica también la calidad de los sonidos la mayor o menor inclinación que se da a la varilla del arco.

De estos hechos y otros muchos que se han ido observando sucesivamente, resulta la inagotable variedad de efectos que los grandes artistas saben sacar del violín.

## Arco curvo moderno

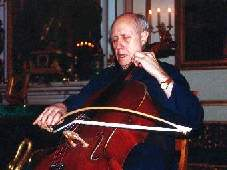
Mstislav Rostropóvich con el arco de BACH 1999

En el siglo XX, los violinistas y violonchelistas utilizaban lo que se llama arco curvo para permitir sonidos polifónicos en instrumentos de cuerda. Intérpretes de cuerda de renombre como Emil Telmányi, Rudolf Gaehler, Tossy Spivakovsky, Lorin Maazel, Michael Bach, Gustav Rivinius, Janos Starker y Mstislav Rostropóvich, así como compositores como John Cage, Dieter Schnebel, Walter Zimmermann, Hans Zender y Michael Bach Bachtischa trató esta innovación en la ejecución de instrumentos de cuerda.